# Đảng Black Panther
Đảng Black Panther (tên gốc: Black Panther Party, BPP, dịch nghĩa: Đảng Báo đen), ban đầu là Black Panther Party for Self-Defense, là một tổ chức chính trị xã hội cách mạng được thành lập bởi các sinh viên đại học theo tư tưởng Marxist Bobby Seale (Chủ tịch) và Huey Newton (Bộ trưởng Bộ Quốc phòng) vào tháng 10 năm 1966 tại Oakland, California. Đảng này hoạt động ở Hoa Kỳ từ năm 1966 đến năm 1982, với các chi nhánh ở nhiều thành phố lớn và các chi nhánh quốc tế ở Vương quốc Anh vào đầu những năm 1970, và ở Algeria từ 1969 đến 1972.  Khi được thành lập vào ngày 15 tháng 10 năm 1966, Hoạt động cốt lõi của Đảng Black Panther là tuần tra công khai vũ trang ("copwatching") để theo dõi hành vi của các sĩ quan của Sở Cảnh sát Oakland và thách thức sự tàn bạo của cảnh sát trong thành phố.
Năm 1969, một loạt các chương trình xã hội cộng đồng đã trở thành một hoạt động cốt lõi của đảng này. Đảng đã thiết lập Chương trình Bữa sáng Miễn phí cho Trẻ em để giải quyết vấn đề bất công trong thực phẩm và các phòng khám y tế cộng đồng để giáo dục và điều trị các bệnh bao gồm thiếu máu hồng cầu hình liềm, bệnh lao và sau đó là HIV / AIDS.

Các thành viên của Đảng Black Panther đã tham gia vào nhiều vụ đấu súng gây tử vong với cảnh sát. Newton tuyên bố: 
 Malcolm, không thể hiểu được ở mức độ cuối cùng, được tổ chức cho quần chúng da đen... giải phóng khỏi xiềng xích của kẻ áp bức và vòng tay phản bội của những phát ngôn viên được chứng thực [Đen]. Chỉ với khẩu súng quần chúng da đen đã bị từ chối chiến thắng này. Nhưng họ đã học được từ Malcolm rằng với khẩu súng, họ có thể lấy lại giấc mơ của mình và biến chúng thành hiện thực. 
Huey Newton bị cáo buộc đã giết sĩ quan John Frey vào năm 1967 và Eldridge Cleaver (Bộ trưởng Thông tin) đã chỉ huy một cuộc phục kích vào năm 1968 của các sĩ quan cảnh sát ở Oakland, trong đó hai sĩ quan bị thương và Panther Bobby Hutton (Thủ quỹ) đã bị giết. Những người xâm nhập của FBI đã khiến cả nhóm phải chịu nhiều xung đột nội bộ, dẫn đến vụ giết Alex Rackley và Betty Van Patter.
Năm 1967, Đạo luật Mulford được thông qua bởi cơ quan lập pháp và thống đốc bang California Ronald Reagan, thiết lập luật quản lý súng nghiêm ngặt, tước quyền sở hữu hợp pháp vũ khí từ các thành viên Black Panther và ngăn chặn mọi công dân, đen và trắng, mang súng công khai.
Năm 1969, Cục trưởng Cục Điều tra Liên bang J. Edgar Hoover mô tả đảng này là "mối đe dọa lớn nhất đối với an ninh nội bộ quốc gia."  Ông đã phát triển và giám sát một chương trình phản gián sâu rộng (COINTELPRO) về giám sát, xâm nhập, khai man, quấy rối cảnh sát và nhiều chiến thuật khác, được thiết kế để làm suy yếu sự lãnh đạo của Panther, buộc tội và ám sát các đảng viên, làm mất uy tín và tội phạm của đảng.. Chương trình này chịu trách nhiệm về vụ ám sát Fred Hampton, và bị buộc tội ám sát các thành viên Black Panther khác, bao gồm cả Mark Clark. 
Sự khủng bố của chính phủ ban đầu đã góp phần vào sự phát triển của đảng, vì các vụ giết và bắt giữ Panthers đã tăng cường sự ủng hộ giữa những người Mỹ gốc Phi và phe chính trị rộng lớn, cả hai đều coi Panthers là một lực lượng mạnh mẽ chống lại sự phân biệt trên thực tế và dự thảo quân sự. Đảng này đã ghi danh nhiều thành viên nhất và có ảnh hưởng nhất ở Khu vực Vịnh Oakland-San Francisco, New York, Chicago, Los Angeles, Seattle và Philadelphia. Có nhiều chi nhánh của đảng hoạt động trong nhiều nhà tù, vào thời điểm ngày càng nhiều thanh niên Mỹ gốc Phi bị tống giam.
Tư cách thành viên của Black Panther đạt đến đỉnh điểm vào năm 1970, với các văn phòng ở 68 thành phố và hàng ngàn thành viên, nhưng nó đã bắt đầu suy giảm trong thập kỷ tiếp theo. Sau khi các nhà lãnh đạo và các thành viên của nó bị báo chí chính thống phỉ báng, sự ủng hộ của công chúng đối với đảng đã suy yếu, và nhóm trở nên cô lập hơn. Cuộc chiến giữa các lãnh đạo của Đảng, phần lớn được thúc đẩy bởi hoạt động COINTELPRO của FBI, dẫn đến việc trục xuất và đào tẩu làm suy giảm tư cách thành viên. Sự ủng hộ phổ biến cho Đảng đã giảm thêm sau khi các báo cáo về các hoạt động tội phạm bị cáo buộc của nhóm, chẳng hạn như buôn bán ma túy và tống tiền các thương nhân ở Oakland. Đến năm 1972, hầu hết các hoạt động của Panther tập trung vào trụ sở quốc gia và một trường học ở Oakland, nơi đảng tiếp tục ảnh hưởng đến chính trị địa phương. Mặc dù chịu sự giám sát của cảnh sát liên tục, chi nhánh Chicago cũng vẫn hoạt động và duy trì các chương trình cộng đồng của họ cho đến năm 1974. Chi nhánh Seattle tồn tại lâu hơn hầu hết, với chương trình ăn sáng và phòng khám y tế vẫn tiếp tục ngay cả sau khi chi nhánh này tan rã vào năm 1977. Đảng tiếp tục suy giảm trong suốt những năm 1970 và đến năm 1980 chỉ có 27 thành viên.
Lịch sử của Đảng này đang gây tranh cãi. Các học giả đã mô tả Đảng Black Panther là tổ chức phong trào đen có ảnh hưởng nhất vào cuối những năm 1960 và "mối liên kết mạnh mẽ nhất giữa Cuộc đấu tranh giải phóng đen trong nước và các đối thủ toàn cầu của chủ nghĩa đế quốc Mỹ". Các nhà bình luận khác đã mô tả Đảng là tội phạm nhiều hơn chính trị, đặc trưng bởi "tư thế thách thức hơn là thực chất".